# La Reforma (Argentina)
La Reforma é uma comissão de promoção da província de La Pampa, na Argentina.